# تابستان جرج
تابستان جرج (به انگلیسی: The Summer of George) ۱۵۶ قسمت از نمایش ساینفلد است. این قسمت  ۲۲ و آخرین قسمت از فصل هشتم ساینفلد نیز بود. در ۱۵ می ۱۹۹۷ از ان بی سی پخش شد. در این قسمت جرج پس از اخراج از نیویورک یانکیز تصمیم میگرد که تمام تابستان را به خوشگذرانی بگذراند و همچنین او به جری که تازه متوجه شده است که دوست دخترش در یک ازدواج باز است، کمک می‌کند. الین توسط راکل ولش که در این قسمت زنی خشن و پرخاشگر است که هنگام راه رفتن دستانش را تکان نمی‌دهد تهدید می‌شود. همچنین جری به جوایز تونی فراخوانده شده است و کریمر را با خود به آن جا می‌برد و کریمر به صورت ناگهانی بر روی سن رفت و جایزه نمایش تلویزیونی را قبول می‌کند که راکل ولش در آن به ایفای نقش می‌پردازد که دست آویز به وجود آمدن مشکلاتی برای کریمر می‌شود.

## پیوست
- مشارکت‌کنندگان ویکی‌پدیا. «The Summer of George». در دانشنامهٔ ویکی‌پدیای انگلیسی، بازبینی‌شده در ۲۶ اکتبر ۲۰۲۴.

1. ↑  "Seinfeld Season 8 Episodes". TV Guide. Retrieved December 10, 2021.